# Abu Umar
Abu Umar (arab. أبو عمر) – miejscowość w Syrii, w muhafazie Idlib. W 2004 roku liczyła 1129 mieszkańców.